# باغ طلایی
باغ طلایی (انگلیسی: The Golden Garden؛‏ کره‌ای: 황금정원) یک مجموعه تلویزیونی محصول کره جنوبی سال ۲۰۱۹ با بازی هان جی هه، لی سانگ وو، اوه جی اون و لی ته سونگ است. این مجموعه از ۲۰ ژوئیه تا ۲۶ اکتبر ۲۰۱۹، شنبه‌ها ساعت ۲۰:۴۵ تا ۲۳:۱۰ (کی‌اس‌تی) از ام‌بی‌سی پخش شد.

## بازیگران

### اصلی
- هان جی هه در نقش اون دونگ جو
- لی سانگ وو در نقش چا پیل سونگ
- اوه جی اون در نقش سابینا / اون دونگ جو
- لی ته سونگ در نقش چوی جون کی

## تولید
- اولین جلسه فیلم‌نامه خوانی در مه ۲۰۱۹ برگزار شد.[۳]